# Симеон Михайлов
Симеон Кирилов Михайлов (Монката) е български летец-изтребител, подофицер, загинал при изпълнение на боен полет в защита на София по време на бомбардировките през Втората световна война. Посмъртно произведен в чин капитан.

## Биография
Симеон Михайлов е роден в Балчик, Румъния, на 28 януари 1921 г. Израства във Варна. Служи в 6-и изтребителен полк, базиран на военно летище Марно поле в Карлово.
На 10 януари 1944 г. София през деня и през нощта е нападната общо от около 410 англо-американски самолета – първо към 13:00 часа градът е нападнат от два американски бомбардировъчни полка Б-24 и Б-17 с около 220 бомбардировача от т. нар. „Летящи крепости“, безспорно е потвърдено прякото участие на 143 B-17 Flying Fortress, 37 B-24 Liberator) и 110 изтребителя P-38 Lightning. Срещу тях от Божурище, Враждебна и Карлово излитат общо 73 самолета – 43 български от 6-и изтребителен полк и 30 немски изтебителя. От софийските летища се вдигат нашите – 2/6 изтребителен орляк с 23 Dewoitine D.520 и 3/6 изтребителен орляк с 16 Me-109G. На бой в защита на София излита и германската ескадрила I./JG 5 „Eismeer“ с 30 изтребителя Me-109G, водени от своя командир кап. Герхард Венгел.
От летище Марно поле при Карлово също излита едно крило (ято – 4 изтребителя) Dewoitine D.520 от 4/6 изтребителен орляк, водени от кандидат-подофицер Тодор Розев, в този състав е Симеон Михайлов. Четворката пристига над София след удара и се насочва към района на Перник – Кюстендил, за да търси противниковите самолети. По пътя самолетът на пилот-подофицер Михайлов внезапно пада и се разбива в земята край с. Мало Бучино, а пилотът загива. Според Тодор Розев причината е загуба на съзнание на пилота вследствие на голямата височина, не се поколебал, въпреки заболяването си от тежък синузит, незабавно да излети за бой в защита на родното небе..

## Паметта за летеца
Погребан е в град Добрич до параклиса във Военното гробище-музей. Посмъртно е произведен в чин капитан. Паметта му е почетена с паметника на загиналите летци защитници на София, издигнат в столичния кв. „Иван Вазов“ до бул. „Витоша“ в градината на ул. „Д-р Стефан Сарафов“. Той е 9-и от 23-мата, на които е посветен монументът. На Паметника на загиналите във войните в центъра на град Балчик на площад „21-ви септември“ открит на 5 май 1995 г. пред общината, името му е записано на 62-ро място.
Паметна плоча на кап. Симеон Михайлов е открита по инициатива и проект на арх. Миломир Богданов на 10 септември 2013 в родния му град Балчик до възрожденския храм Св. Никола с гражданска церемония, църковен помен и водосвет.

## Други
- Бомбардировки на България
- Димитър Списаревски, български пилот-изтребител, първата жива торпила, загинал при с. Долни Пасарел.
- Неделчо Бончев, български пилот-изтребител, втората жива торпила.
- Мито Дисов, български летец-изтребител, загинал при защитата на София през 1943 г.
- Герхард Венгел, германски летец-изтребител, капитан, загинал, защитавайки София на 10 януари 1944 г.
- Любен Кондаков, български летец-изтребител, капитан, загинал на 17 април 1944 г. в бой с имащи огромно числено превъзходство американски изтребители.